# Stazione di Sevilla-Santa Justa
La stazione di Sevilla-Santa Justa (in spagnolo Estación de Sevilla-Santa Justa) è la principale stazione ferroviaria di Siviglia, Spagna. È stata progettata dallo studio architettonico Cruz y Ortiz.